# 한하운
한하운(韓何雲, 1920년 3월 20일 ~ 1975년 2월 28일)은 대한민국의 시인이다. 본명은 태영(泰永)이며, 본관은 청주(淸州)이다. 

## 생애
함경남도 함흥군 덕천면 쌍봉리에서 부유한 선비였던 한종규의 2남 3녀 중 장남으로 태어났다. 중국 베이징 대학 농학원(이후 중국 농업 대학)을 졸업한 후 함남도청, 경기도청 등에서 근무하다가 나병의 재발로 사직하고 고향에서 치료하다가 1948년에 월남, 1949년 제1시집 《한하운 시초(詩抄)》를 간행하여 이목을 받았으나 이후 이러한 세간의 주목은 "《한하운 시초(詩抄)》" 사건이라는 후폭풍으로 돌아오게 된다. 
한하운 시초 사건 이후 그는 이어 제2시집 《보리피리》를 간행하고, 1956년 《한하운시전집》을 출간하였다. 1958년 자서전 《나의 슬픈 반생기》, 1960년 자작시 해설집 《황토(黃土) 길》을 냈다. 자신의 천형(天刑)의 병고를 구슬프게 읊은 그의 시는 애조 띤 가락으로 하여 많은 사람의 심금을 울렸다.
그는 일생동안 끊임없이 나병환자를 위한 투쟁을 진행하였으며, 정부에 의해 나병환자 중심으로 진행되던 소록도 간척사업이 중단되었을 때는 정부를 비판하기도 하는 등 활동가로서의 면모도 보였다.

## 주요 작품
《한하운 시초》(1949), 《보리 피리》(1955), 《한하운 시선집》(1956), 《한하운 시집》(1964), 《나의 슬픈 반생기》 등이 있고, 자작시 해설집으로 《황톳길》(1960)이 있다.
학력
이리농림학교 축산과 졸업,수의사
일제 당시 이리농림학교는 전국 최초 6년제 실업계 관립학교, 전국 8도의 천재들이 지원하는 명문 중 명문학교였다.이리농림학교 축산과 졸업생에게는 수의사 자격증을 수여했다. 대학 수의학과가 졸업생 아닌 고교 축산과 졸업생에게 수의사 자격증을 준 것은 당시 조선 8도 천재들 모여든 이리농림학교의 위상을 잘 보여주고 있다.
이리농림학교는 1922년 개교 당시 전국 유일의 5년제 관립 농림학교이다.이후 6년제가 되었다. 학생의 모집도 전국 단위로 실시되었고 전국 13도 도청에서 입학시험이 치러졌다. 조선 및 일본 학생 반반으로 구성된 이른바 내선공학(內鮮共學)을 내세운 농림학교였다.당대 조선 최고의 수재들이 다니는 학교로 평가됐다.

## 참고 자료
- 이 문서에는 다음커뮤니케이션(현 카카오)에서 GFDL 또는 CC-SA 라이선스로 배포한 글로벌 세계대백과사전의 내용을 기초로 작성된 글이 포함되어 있습니다.